# Bianca (namn)

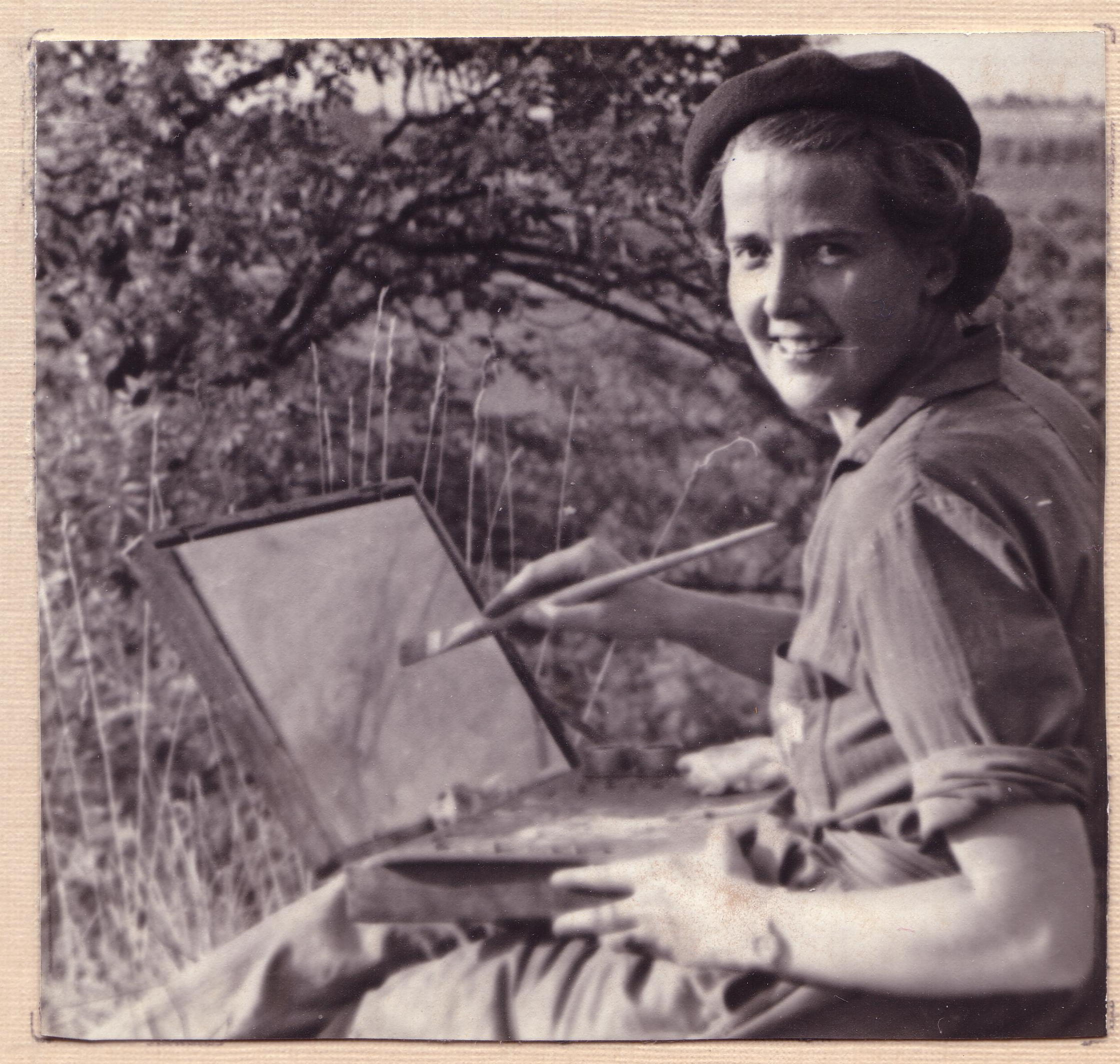
Bianca Wallin

Bianca är en italiensk form av det germanska kvinnonamnet Blanka som betyder vitt, ljus.
Den 31 december 2014 fanns det totalt 2 644 kvinnor folkbokförda i Sverige med namnet Bianca, varav 1 730 bar det som tilltalsnamn.
Namnsdag: saknas i Sverige. I den finlandssvenska namnsdagslängden har Bianca namnsdag 14 augusti sedan 2015.

## Personer med namnet Bianca
- Bianca Maria Barmen, svensk konstnär
- Bianca Cappello, storhertiginna av Toscana
- Bianca Jagger, ex-hustru till Mick Jagger
- Bianca Knight, amerikansk friidrottare
- Bianca Lawson, amerikansk skådespelare
- Bianca Maria Sforza, tysk-romersk kejsarinna, hustru till Maximilian I
- Bianca Maria Visconti, hertiginna av Milano
- Bianca Wahlgren Ingrosso, svensk musikalartist, dotter till Pernilla Wahlgren
- Bianca Wallin, svensk konstnär

## Fiktiva personer med namnet Bianca
- Bianca Castafiore, fiktiv operasångerska i serierna om Tintin
- Bianca, kusin till Sam och Minna i julkalendern 2014
- Bernard och Bianca, Disney-film